# ان‌جی‌سی ۶۷
ان‌جی‌سی ۶۷ (به انگلیسی: NGC 67) یک کهکشان بیضوی با قدر ظاهری ۱۵٫۷ است که در صورت فلکی زن برزنجیر قرار دارد.